# Rex Harrison
Sir Reginald Carey (Rex) Harrison (Huyton, Engeland, 5 maart 1908 – New York, 2 juni 1990) was een Engels film- en theateracteur. Hij speelde voornamelijk charmante, ietwat ondeugende personages, waarvan zijn rol als professor Henry Higgins in My Fair Lady waarschijnlijk het best bekend is.

## Carrière
Harrison maakte zijn debuut in het theater op zestienjarige leeftijd bij het Liverpool repertory theatre. Niet lang daarna speelde hij op West End in Londen, waaronder in French Without Tears van Terence Rattigan, waarmee hij zou doorbreken bij het grote publiek. In 1942 kreeg hij een relatie met de Duitse actrice Lilli Palmer. Samen zouden ze regelmatig te zien zijn in Britse films en toneelstukken. Zijn eerste filmrol in een Hollywoodfilm was die van de koning in Anna and the King of Siam uit 1946, waarmee hij internationale bekendheid kreeg. In 1949 kreeg hij zijn eerste Tony Award, voor Anne of the Thousand Days.
Harrison raakte verwikkeld in een schandaal toen de actrice Carole Landis, met wie hij een affaire had, zelfmoord pleegde. Hij was gedurende deze relatie nog getrouwd met Palmer. Harrison kreeg later een relatie met de Britse actrice Kay Kendall. Hij scheidde van Palmer om te kunnen trouwen met Kendall, waarschijnlijk omdat hij wist dat zij ernstig ziek was en zou sterven. Het gerucht gaat dat na Kendalls dood hij Palmer voor zich probeerde te winnen. Palmer keerde nooit meer bij hem terug. Rond deze tijd kreeg Rex Harrison van de pers de bijnaam "Sexy Rexy", vanwege de charmante personages die hij speelde.
Tussen 1956 en 1958 was hij te zien op Broadway als Henry Higgins in de originele productie van de musical My Fair Lady, gebaseerd op Pygmalion van George Bernard Shaw. Hij speelde dezelfde rol in de filmversie uit 1964. Hij kreeg voor deze rol een Tony Award in 1957 en een Oscar voor beste acteur in 1965. Opvallend genoeg kon Harrison geen noot zingen en hij werd door de regisseur opgedragen om de gezongen stukken op een zingende toon uit te spreken in plaats van echt te zingen.
In 1963 was hij te zien als Julius Caesar in de film Cleopatra. Voor deze rol kreeg hij een Oscarnominatie. Hij speelde de jaren daarna nog veelvuldig in films en toneelstukken. In 1984 werd hij genomineerd voor een Tony voor zijn rol in het stuk Heartbreak House, eveneens van George Bernard Shaw. In 1989 werd sir Rex Harrison in Buckingham Palace geridderd door koningin Elizabeth II. In 1990 speelde hij samen met Glynis Johns op Broadway in het stuk The Circle van W. Somerset Maugham. Drie weken na de laatste voorstelling stierf hij op 82-jarige leeftijd aan alvleesklierkanker.

## Huwelijken
Rex Harrison is zes keer getrouwd geweest en vier keer gescheiden. Hij was de weduwnaar van Kay Kendall. Hij kreeg twee zonen uit zijn eerste twee huwelijken. Elizabeth Rees-Williams is de ex-vrouw van acteur Richard Harris.
1. Colette Thomas (1934-1942) - één zoon, zanger/acteur Noel Harrison (79), overleden op 19 oktober 2013
2. Lilli Palmer (1943-1957) - één zoon, schrijver Carey Harrison
3. Kay Kendall (1957-1959)
4. Rachel Roberts (1962-1971)
5. Elizabeth Rees-Williams (1971-1975)
6. Mercia Tinker (1978-1990)

## Filmografie (selectie)
- The Citadel (1938)
- Major Barbara (1941)
- Blithe Spirit (1945)
- Anna and the King of Siam (1946)
- The Ghost and Mrs. Muir (1947)
- Unfaithfully Yours (1948)
- The Long Dark Hall (1951)
- Midnight Lace (1960)
- Cleopatra (1963)
- The Yellow Rolls-Royce (1964)
- My Fair Lady (1964)
- The Agony and the Ecstacy (1965)
- The Honey Pot (1967)
- Doctor Dolittle (1967)
- Ashanti (1979)

- Bibsys: 90853176
- Biblioteca Nacional de España: XX1724072
- Bibliothèque nationale de France: cb12186273g (data)
- Gemeinsame Normdatei: 119437570
- International Standard Name Identifier: 0000 0001 0908 8123
- Library of Congress Control Number: n50025881
- MusicBrainz: e5153ba3-2e3f-4b82-bda8-166c2aaa17ff
- Nationale Bibliotheek van Tsjechië: xx0033227
- Nationale bibliotheek van Australië: 60597805
- Nationale Bibliotheek van Israël: 987007423768005171
- Nationale Bibliotheek van Polen: a0000002564765
- Nederlandse Thesaurus van Auteursnamen: 07442551X
- Réseau des bibliothèques de Suisse occidentale: 02-A022767282
- SNAC: w6v4148k
- Système universitaire de documentation: 030451124
- Virtual International Authority File: 64050786
- WorldCat: E39PBJrcjVq8y47Pwmmd4Bm8G3